# Port lotniczy Luksemburg
Port lotniczy Luksemburg – międzynarodowy port lotniczy położony 6 km na wschód od centrum Luksemburga. Jest jedynym portem lotniczym w Luksemburgu.

## Linie lotnicze i połączenia
| Linia lotnicza                | Kierunek |
| ----------------------------- | --- |
| Aegean Airlines               | 1. Ateny |
| Blue Islands                  | 1. Jersey |
| British Airways               | 1. Londyn-Heathrow |
| EasyJet                       | 1. Lizbona 2. Mediolan-Malpensa 3. Porto |
| KLM                           | 1. Amsterdam |
| LOT                           | 1. Warszawa-Okęcie |
| Lufthansa                     | 1. Frankfurt 2. Monachium |
| Luxair                        | 1. Bari 2. Barcelona 3. Belgrad 4. Berlin 5. Bolonia 6. Bukareszt 7. Budapeszt 8. Kopenhaga 9. Dżerba 10. Dublin 11. Faro 12. Fuerteventura 13. Madera 14. Genewa 15. Gran Canaria 16. Hamburg 17. Hurghada 18. Kraków 19. Lanzarote 20. Lizbona 21. Lublana 22. Londyn-City 23. Madryt 24. Malaga 25. Malta 26. Manchester 27. Marsa Alam 28. Mediolan-Malpensa 29. Monastyr 30. Montpellier 31. Monachium 32. Nicea 33. Oslo-Gardermoen 34. Palma de Mallorca 35. Paryż-Charles de Gaulle 36. Porto 37. Praga 38. Rzym-Fiumicino 39. Sztokholm-Arlanda 40. Teneryfa-Południe 41. Wenecja 42. Wiedeń Sezonowo: 1. Agadir 2. Ajaccio 3. Almería 4. Antalya 5. Bastia 6. Biarritz 7. Boa Vista 8. Bordeaux 9. Brač 10. Brindisi 11. Burgas 12. Cagliari 13. Calvi 14. Katania 15. Chania 16. Korfu 17. Dakar-Diass 18. Dubaj 19. Dubrownik 20. Figari 21. Florencja 22. Heraklion 23. Heringsdorf 24. Ibiza 25. Izmir 26. Jerez 27. Kos 28. Lamezia Terme 29. Marrakesz 30. Menorka 31. Mykonos 32. Neapol 33. Palermo 34. Pescara 35. Podgorica 36. Praia 37. Rodos 38. Rimini 39. Sal 40. Salzburg 41. Santorini 42. São Vicente 43. Sylt 44. Saloniki 45. Tivat 46. Tulon 47. Tunis 48. Walencja 49. Warna 50. Zadar |
| Ryanair                       | 1. Barcelona 2. Mediolan-Bergamo 3. Dublin 4. Lizbona 5. Londyn-Stansted 6. Madryt 7. Marsylia 8. Porto Sezonowo: 1. Berlin 2. Faro 3. Malta 4. Palma de Mallorca 5. Sewilla 6. Tuluza |
| Swiss International Air Lines | 1. Zurych |
| TAP Portugal                  | 1. Lizbona 2. Porto |
| Turkish Airlines              | 1. Stambuł |
| Volotea                       | 1. Nicea Sezonowo: 1. Alicante |

### Cargo
| Linia lotnicza       | Kierunek |
| -------------------- | --- |
| Cargolux             | 1. Abidżan 2. Abu Zabi 3. Akra 4. / Aguadilla 5. Ałmaty 6. Amman 7. Amsterdam 8. Aszchabad 9. Atlanta 10. Bahrajn 11. Baku 12. Bangkok-Suvarnabhumi 13. Barcelona 14. Pekin 15. Bejrut 16. Bogota 17. Brazzaville 18. Budapeszt 19. Buenos Aires 20. Kair 21. Calgary 22. Campinas 23. Ćennaj 24. Chicago-O’Hare 25. Cotopaxi 26. Columbus 27. Kurytyba 28. Dallas-Fort Worth 29. Dammam 30. Doha 31. Dubaj 32. Fortaleza 33. Glasgow-Prestwick 34. Guadalajara 35. Ho Chi Minh 36. Hongkong 37. Houston-Intercontinental 38. Huntsville 39. Indianapolis 40. Stambuł-Sabiha Gökçen 41. Dżakarta 42. Johannesburg 43. Kinszasa 44. Komatsu 45. Kuala Lumpur 46. Kuwejt 47. Lagos 48. Libreville 49. Londyn-Stansted 50. Los Angeles 51. Lubumbashi 52. Lusaka 53. Maastricht 54. Manaus 55. Meksyk 56. Miami 57. Mediolan-Malpensa 58. Mumbaj 59. Maskat 60. Ndżamena 61. Nagoja 62. Nairobi 63. Nowy Jork-JFK 64. Osaka-Kansai 65. Oslo-Gardermoen 66. Petrolina 67. Quito 68. Recife 69. Rio de Janeiro 70. / San Juan 71. Santiago de Chile 72. Seattle-Tacoma 73. Seul-Inczon 74. Szanghaj-Pudong 75. Szardża 76. Shenzhen 77. Singapur 78. Tajpej-Tajwan 79. Tokio-Narita 80. Tbilisi 81. Wiedeń 82. Saragossa 83. Zhengzhou |
| China Airlines Cargo | 1. Nowe Delhi 2. Dubaj 3. Mumbaj 4. Praga 5. Tajpej-Tajwan |
| Qatar Airways Cargo  | 1. Atlanta 2. Bogota 3. Chicago-O’Hare 4. Doha 5. Meksyk 6. São Paulo-Guarulhos |
| Silk Way Airlines    | 1. Baku |

## Katastrofy
- Katastrofa lotu Luxair 9642